# Кери Гоулър
Кери Гоулър (на английски: Kerri Gowler) е новозеландска състезателка по академично гребане, състезаваща се в дисциплината двойка без рулеви заедно с Грейс Прендергаст.
Родена е в Уонгануи, Нова Зеландия. Състезава се в Aramoho Wanganui Rowing Club.
Тя е олимпийска шампионка и сребърна медалистка на игрите (2020) в Токио, четирикратна световна шампионка – през 2014, 2017 и 2019 г.